# Nico Ladenis
Nico Ladenis (22 tháng 4 năm 1934 – 10 tháng 9 năm 2023) là một đầu bếp người Tanganyika gốc Hy Lạp, nổi tiếng với chuỗi nhà hàng ở Anh. Ông giành được ba ngôi sao Michelin và nhà hàng của ông, Chez Nico được Good Food Guide đánh giá mười trên mười. Năm 1999, do ung thư tuyến tiền liệt và vỡ mộng đối với quang cảnh nhà hàng ở London, ông quyết định trao trả lại những ngôi sao của mình.

## Đầu đời
Ladenis chào đời ở Tanzania vào ngày 22 tháng 4 năm 1934. Cha mẹ ông là những người gốc Hy Lạp. Gia đình Ladenis sau đó chuyển đến Provence, Pháp, trước khi Ladenis chuyển đến Anh.

## Sự nghiệp
Ladenis là một đầu bếp tự học. Ông không theo học bất kỳ trường ẩm thực nào. Trong thời gian làm việc tại nhà hàng của mình, Chez Nico ở Dulwich, London vào khoảng những năm 1976, 1977, ông gặp đầu bếp Michel Roux tại một bữa tiệc. Roux sau đó sắp xếp cho Ladenis làm việc một tuần tại nhà hàng ba sao Michelin, Moulin de Mougins dưới sự quản lý của Roger Vergé.
Năm 1989, Ladenis mở một nhà hàng kiểu bistro ở Pimlico, London, với tên gọi "Simply Nico". Đến năm 1992, Ladenis tiếp tục mở một nhà hàng mới bên trong khách sạn Grosvenor House ở Mayfair, mang tên "Nico at Ninety". Nhà hàng hai sao Michelin trước đây của ông trên đường Great Portland sau đó được chuyển đổi thành "Nico Central" theo phong cách bistro. Nico at Ninety sau đó cũng được đổi tên thành Chez Nico và đến năm 1995 thì nhà hàng này được tặng ba sao Michelin.
Năm 1999, ông yêu cầu các nhà đánh giá của cẩm nang Michelin loại ông khỏi danh sách và chấp nhận từ bỏ ba ngôi sao Michelin của mình. Trong một thông cáo báo chí vào thời điểm đó, Ladenis nói: "Làm việc trong một nhà hàng ba sao rất hạn chế và mọi người không muốn ăn thức ăn đắt đỏ. Bạn không thể làm những chuyện ruồi bu trong một nhà hàng ba sao và tôi muốn làm cho nó trở nên thoải mái hơn". Sau đó, ông thừa nhận rằng điều này một phần là do bị vỡ mộng với quang cảnh nhà hàng ở London, nhưng cũng một phần vì ông đã được chẩn đoán mắc bệnh ung thư tuyến tiền liệt một tháng trước khi nói chuyện với các nhà phê bình Michelin. Sau đó, Ladenis tiếp tục mở thêm nhiều nhà hàng khác: nhà hàng Incognico mở trên Đại lộ Shaftesbury năm 2000, nhà hàng Deca trên phố Conduit năm 2002. Ông quyết định rút lui khỏi việc điều hành các nhà hàng vào năm 2003 và nghỉ hưu hoàn toàn khỏi công việc kinh doanh. Hai cô con gái của ông vẫn thay cha tham gia vào công việc điều hành cả hai doanh nghiệp.

## Đời tư và di sản
Ladenis kết hôn với Dinah-Jane Ladenis. Hai người có hai cô con gái, Isabella và Natasha.
Chez Nico, dưới quyền Ladenis, vẫn là một trong bảy nhà hàng ở Anh (kể từ năm 2013) đã nhận được điểm số tối đa mười trên mười của cẩm nang ẩm thực Good Food Guide. Ông là đầu bếp tự học đầu tiên có được ba sao Michelin.

## Tác phẩm đã xuất bản
- Ladenis, Nico; Crompton-Batt, Alan (1987). My Gastronomy. London: Ebury. ISBN 9780852236826.
- Ladenis, Nico; Brigdale, Martin (1996). Nico. London: Macmillan. ISBN 9780333651773.